# 제네 아이코
제네 아이코(Jhené Aiko, 1988년 3월 16일 ~ )은 미국의 싱어송라이터이다.

## 음반 목록
- Souled Out (2014)
- Trip (2017)
- Chilombo (2020)